# 特鲁斯代尔 (艾奥瓦州)
特魯斯代爾（英語：Truesdale）是一個位於美國愛荷華州布尤納維斯塔縣的城市。

## 地理
特魯斯代爾的座標為42°43′43″N 95°10′59″W / 42.72861°N 95.18306°W，而該地的平均海拔高度為417米（即1368英尺）。

## 人口
根據2010年美國人口普查的數據，特魯斯代爾的面積為0.36平方千米，當中陸地面積為0.36平方千米，而水域面積為0.00平方千米。當地共有人口81人，而人口密度為每平方千米225人。